# فيلي شولتس
فيلي شولتس (بالألمانية: Willi Schulz)‏ (مواليد 4 أكتوبر 1938) هو لاعب كرة قدم. يلعب مع منتخب ألمانيا الغربية لكرة القدم. سبق له أن لعب في كأس العالم لكرة القدم مع منتخب بلاده.

## روابط خارجية
- فيلي شولتس على موقع الاتحاد الدولي (مؤرشف)  (الإنجليزية)
- فيلي شولتس على موقع قاعدة بيانات كرة القدم.إي يو (الإنجليزية)
- فيلي شولتس على موقع بيانات كرة القدم. دي إي (الألمانية)
- فيلي شولتس على موقع ناشيونال فوتبول تيمز (الإنجليزية)
- فيلي شولتس على موقع عالم كرة القدم.نت (الإنجليزية)